# Glaskorrosion

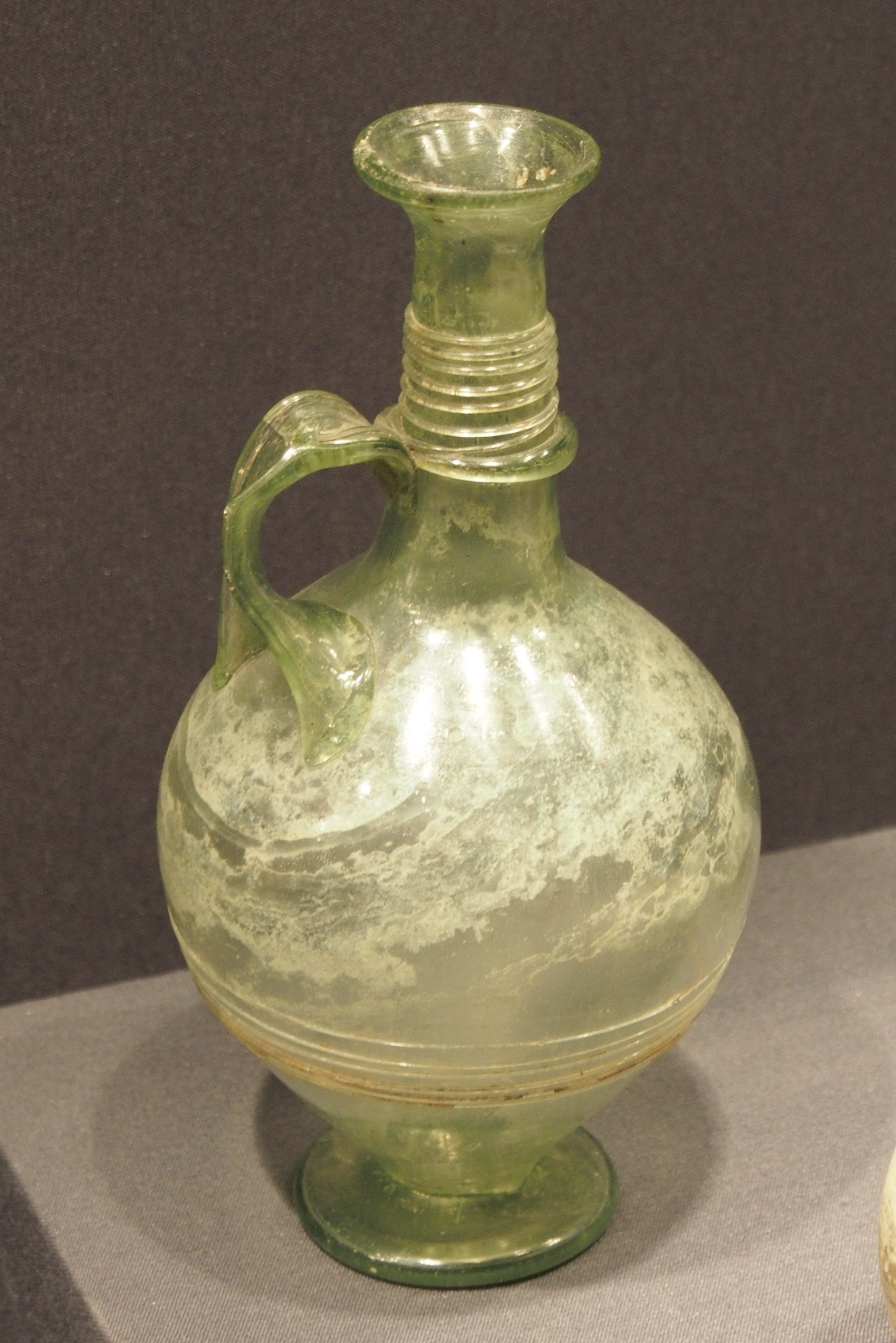
Glaskorrosion auf alter römischer Flasche

Als Glaskorrosion, Glasrost, Glasbrand, Glaspest oder Glaskrankheit wird die strukturelle Veränderung und damit verbundene Verwitterung der Oberfläche von Glas durch verschiedenartige chemische und physikalische Einflüsse bezeichnet.

## Beschreibung
Von Glaskorrosion betroffene Gläser zeigen im Falle durchsichtiger Objekte eine Trübung, die ihre Ursache in mikroskopisch dünner Aufrauung der Oberfläche hat. Gläser, die Jahrzehnte bis Jahrhunderte im Erdreich lagen, zeigen eine typisch schmutzig-regenbogenfarbige Oberfläche.

## Erklärung

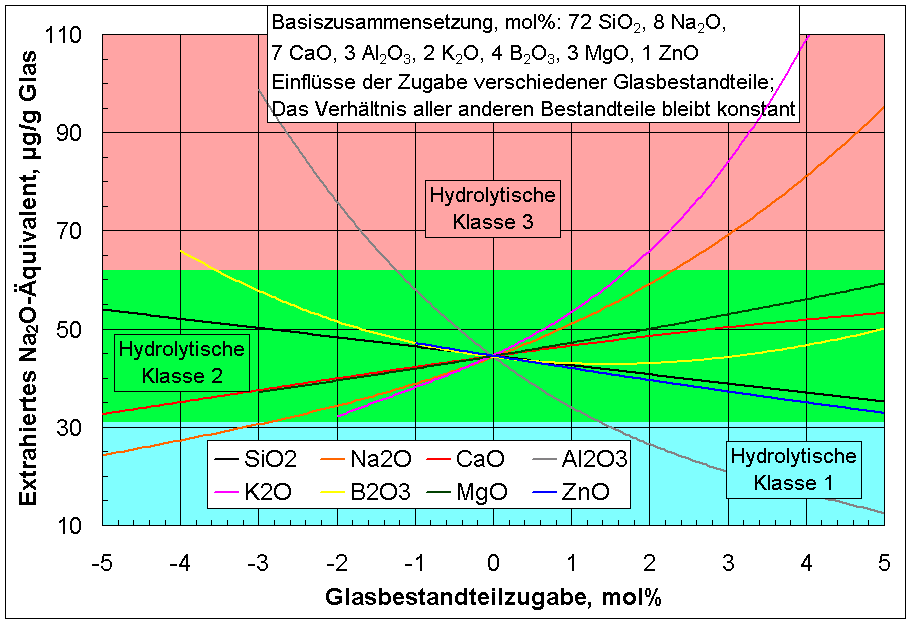
Einfluss der Zugabe ausgewählter Glasbestandteile auf die chemische Beständigkeit eines vorgegebenen Basisglases gegenüber Korrosion durch Wasser (Korrosionstest ISO 719)

Die Glaskorrosion beginnt mit dem Herauslösen von Oxiden diverser Elemente, etwa der von Natrium, Kalium, Calcium, Barium oder Bor. An den betroffenen Stellen verändern sich die physikalischen Eigenschaften des Materials. Es bildet sich eine Gelschicht, die mit Ionen des einwirkenden Stoffes weiter zu einem schleierhaften Überzug reagiert. Dieser beeinträchtigt die Transparenz der Oberfläche und führt zu mikroskopisch feinen Rissen. Aus den ausgelaugten Elementen können sich durch Reaktion mit säurebildenden Schadgasen in der Luft auch Krusten aus sekundären Korrosionsprodukten bilden, die von Restauratoren mit dem Sammelbegriff Wetterstein bezeichnet werden.

### Einfluss der Glaszusammensetzung
Die Korrosion kann durch die Zugabe gewisser Oxide bei der Glasherstellung reduziert werden. Gebräuchlich sind Aluminiumoxid, Zirconiumoxid, moderate Konzentrationen an Bortrioxid (siehe Borosilikat-Glas) oder hohe Konzentrationen an Siliciumdioxid. Zu hohe Boroxidgehalte reduzieren die Beständigkeit gegenüber Korrosion. Spezielle Phosphat- oder Borosilikatgläser korrodieren sehr stark aufgrund von Phasentrennungserscheinungen im Glas, was im Vycor-Prozess technisch genutzt wird.

### Einfluss des einwirkenden Stoffs

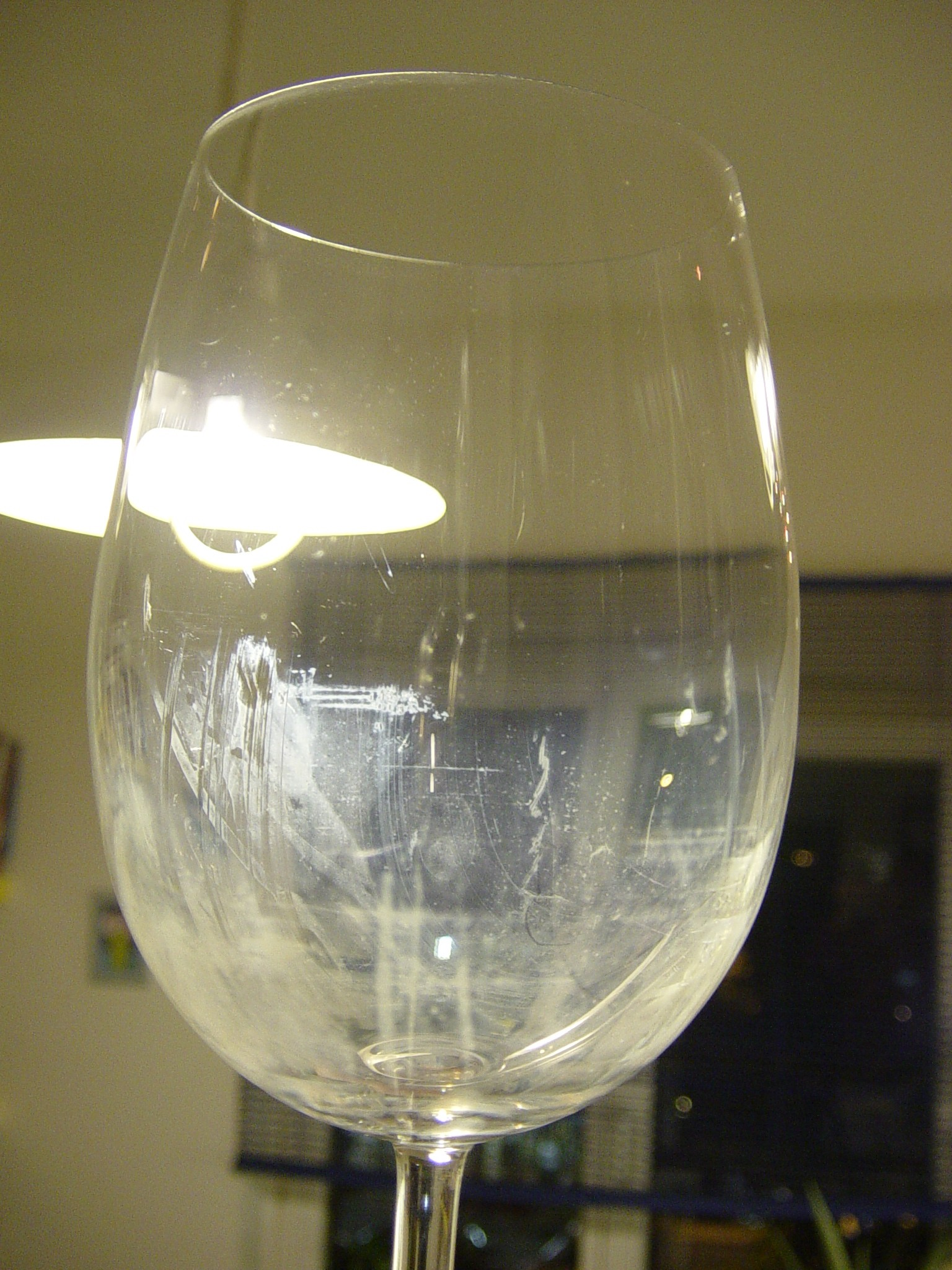
Durch Maschinenspülmittel verursachter Glasbrand

In saurem Milieu findet ein Austausch von Kationen aus der Glasoberfläche durch aus Oxoniumionen stammende Protonen statt. Werden die entstehenden Salze weggespült (Wasserüberschuss), entsteht auf dem Glas eine Gelschicht, die die weitere Korrosion bremst. Im Falle von Wasserunterschuss entstehen Salze, die sich auf dem Glas ablagern. In neutralem Milieu findet der gleiche Austausch von Kationen gegen Wasserstoffionen statt, jedoch führen die herausgelösten Kationen zu einer Alkalisierung der Umgebung. In alkalischem Milieu werden Bestandteile des Glasnetzwerkes (SiO−) gegen OH-Gruppen ausgetauscht, wodurch das Glasnetzwerk abgebaut wird. Im Falle von Wasserunterschuss beschleunigt sich dieser Vorgang. Transport und Lagerung von Gläsern sollten folglich in leicht saurer Umgebung erfolgen.
Ein hoher pH-Wert und geringer Salzgehalt der Flüssigkeit und eine hohe Temperatur beschleunigen die Korrosion gegenüber der in leicht saurem Milieu. So bewirken weicheres Wasser im Geschirrspüler oder saurer Regen bei Glasfenstern eine höhere Herauslösung von Mineralstoffen aus der Oberfläche. Dementsprechend existieren verschiedene standardisierte Verfahren zur Quantifizierung der Glaskorrosion, einschließlich Tests zur Bestimmung der chemischen Beständigkeit von Glas gegenüber Wasser (DIN 12111 bzw. ISO 719 mit Einteilung in hydrolytische Klassen), Säuren (DIN 12116), Basen (DIN 52322 bzw. ISO 695) und Witterungseinflüssen.

## Beispiele
- Glaskorrosion stellt nicht nur ein Problem dar, sondern wird auch gezielt als Messmethode zur Umweltbewertung eingesetzt. Mit der Glassensor-Methode[6][7][8] existiert eine Messtechnik, welche mittels spezieller sensitiver Glaspräparate die Korrosionsabläufe an anorganischen Materialien wie im Zeitraffer simulieren lässt. Diese Methode wird erfolgreich in der Denkmalpflege und Museumsbetrieben sowie zum Umweltmonitoring korrosiver Belastungen als Standardmethode eingesetzt.[9] Anwendung finden solche Glassensoren auch bei der Prüfung und Optimierung von Außenschutzverglasungen an Kirchenfenstern.

- Seit den 1980er Jahren werden Studien zu Korrosionsmechanismen von historischen Glasfenstern durchgeführt.[10][11] Dabei untersuchen die Forscher Fenstergläser aus dem 11. bis 16. Jahrhundert, welche aufgrund hoher Anteile an Kalium- und Calciumoxid eine geringe chemische Beständigkeit gegen Umwelteinflüsse besitzen. Ein Siliciumdioxid-Anteil unter 66 Prozent erhöht die Verwitterungsanfälligkeit. Zum Schutz gegen weitere Zerstörung von Baudenkmälern aus Glas, insbesondere gotische Kirchenfenster, wurde ein Korrosions-Schutzsystem auf Basis organisch modifizierter Silicate entwickelt, das sogenannte ORMOCER.[12][13]

- Im Jahr 2001 berichtete der Verband Deutscher Glasbläser e. V. über die Zerstörung einer aus Glas bestehenden Leitung in einem Chemiewerk.[14] Hier bewirkte die langsame Korrosion des Glasmaterials durch hindurchfließende Salzsäure zusammen mit in der Lösung enthaltenen abrasiven Glasteilchen die Zerstörung der Leitung.

## Sonstiges
Die Hersteller von Geschirrspülmitteln verwenden die Begriffe Glasrost und Glaskorrosion gerne zur Beschreibung angeblich verbesserter neuer Stoffe in ihren Produkten. Tatsächlich hängt die Glaskorrosion in der Spülmaschine primär von der Qualität des verwendeten Glasmaterials ab. Weiterhin entstehen Beschädigungen oft auch durch rein mechanische Effekte, wie Aneinanderreiben der Gläser oder Kontakt mit Teilen der Spülmaschine.

## Ähnliche Erscheinungen
- Glaspilz – Ein Pilzbefall auf Glas, der entfernt werden kann.